# Franceza veche
Franceza veche (franceis, françois, romanz; franceza modernă: ancien français) a fost limba vorbită în nordul Franței din secolul al VIII-lea până în secolul al XIV-lea. În secolul al XIV-lea, aceste dialecte au început să fie cunoscute colectiv ca langue d'oïl, în contrast față de langue d'oc sau de limba occitană din sudul Franței. Mijlocul secolului al XIV-lea este considerat ca fiind perioada de tranziție către franceza medie, limba Renașterii Franceze, bazată îndeosebi pe dialectul din regiunea Île-de-France.